# 寧遠郡
寧遠郡（ニョンウォンぐん）は、朝鮮民主主義人民共和国平安南道東北部に位置する郡。

## 地理
清川江上流の山岳地帯に位置する。北側には妙香山から連なる妙香山脈が聳える。渓谷や洞窟など名勝地も多く、温陽里には温泉がある。

### 隣接行政区
- 北 － 熙川市（慈江道）、東新郡（慈江道）
- 東 － 大興郡
- 南 － 耀徳郡（咸鏡南道）、孟山郡
- 西 － 徳川市、球場郡

## 行政区域
1洞・1邑・23里を管轄する。
| - 玉泉洞（オクチョンドン） - 寧遠邑（ニョンウォヌプ） - 大城里（テソンニ） - 都三里（トサムニ） - 都坪里（トピョンニ） - 龍大里（リョンデリ） - 龍城里（リョンソンニ） - 馬山里（マサンニ） - 文谷里（ムンゴンニ） - 松山里（ソンサンニ） - 水下里（スハリ） - 淳浩里（スノリ） - 勝通里（スントンニ） | - 新垈里（シンデリ） - 新里（シルリ） - 新幕里（シンマンニ） - 新興里（シヌンニ） - 永昌里（ヨンチャンニ） - 温陽里（オニャンニ） - 長山里（チャンサンニ） - 中三里（チュンサムニ） - 倉山里（チャンサンニ） - 青山里（チョンサンニ） - 豊田里（プンジョンニ） - 茴陽里（フェヤンニ） |

## 歴史
高句麗時代には内清県と呼ばれた。高麗時代の922年には永清県に属し、朝鮮王朝時代の1396年に永寧県となったのち、1467年に寧遠郡に改称・昇格した。
1945年8月15日の時点で、寧遠郡には9面が属していた。1952年12月に北朝鮮の行政区画が改編された際、東北部が大興郡として分離され、現在の寧遠郡の範囲が再編された。現在は1邑25里が属する。

### 年表
この節の出典
- 1914年4月1日 - 郡面併合により、平安南道寧遠郡に以下の面が成立。(10面)
  - 邑内面・小白面・永清面・城龍面・大興面・快楽面・新倉面・錦城面・徳化面・温和面
- 1929年 (8面)
  - 新倉面・錦城面が合併し、新城面が発足。
  - 永清面・快楽面が合併し、永楽面が発足。
  - 邑内面が寧遠面に改称。
- 1943年 - 徳川郡太極面を編入。(9面)
- 1952年12月 - 郡面里統廃合により、平安南道寧遠郡寧遠面・太極面・永楽面および温和面・徳化面の各一部地域をもって、寧遠郡を設置。寧遠郡に以下の邑・里が成立。(1邑18里)
  - 寧遠邑・都坪里・馬山里・文谷里・新幕里・新垈里・龍城里・長山里・内倉里・永昌里・和順里・豊田里・松山里・都三里・勝通里・中三里・倉山里・大城里・水下里
- 1953年12月 (1邑19里)
  - 龍城里の一部が分立し、新里が発足。
  - 新垈里の一部が龍城里に編入。
- 1954年10月 - 咸鏡南道大興郡龍大里・青山里・淳浩里・新興里・茴陽里・温陽里を編入。(1邑25里)
- 1958年 - 馬山里の一部が新幕里に編入。(1邑25里)
- 1985年 - 和順里が内倉里に編入。(1邑24里)
- 1985年末 - 内倉里が和順里に改称。(1邑24里)
- 1986年 - 和順里が玉泉洞に昇格。(1洞1邑23里)